# IDB Invest
Die IDB Invest gehört zur IDB-Gruppe, d. h. sie gehört zur  Interamerikanischen Entwicklungsbank (englisch: Inter-American Development Bank – IDB) und ist auf die Förderung des Privatsektor in Lateinamerika und der Karibik fokussiert. Sie finanziert Projekte zur Förderung sauberer Energie, zur Modernisierung der Landwirtschaft, zur Stärkung der Verkehrssysteme und zur Erweiterung des Zugangs zu Finanzierungen.
Deutschland ist seit 1986 Anteilseigner und hat 27.075.631 USD Kapital eingezahlt. Deutschland wir über das BMZ vertreten. Die Förderprogramme der IDB Invest werden auch von Agentur für Wirtschaft und Entwicklung beworben und beschrieben.

## Mitglieder
Die IDB Invest wurde 1984 gegründet und ist im Besitz ihrer 48 Mitgliedsländer, von denen 26 in der Region Lateinamerika und Karibik liegen. Das Stimmrecht jedes Landes ist proportional zur Anzahl der von ihm gehaltenen Anteile.
| Land                    | Anteil  |
| ----------------------- | ------- |
| Argentinien             | 11,70 % |
| Bahamas                 | 0,20 %  |
| Barbados                | 0,20 %  |
| Belize                  | 0,10 %  |
| Bolivien                | 1,00 %  |
| Brasilien               | 12,70 % |
| Chile                   | 3,00 %  |
| Kolumbien               | 3,70 %  |
| Costa Rica              | 0,50 %  |
| Dominikanische Republik | 0,60 %  |
| Ecuador                 | 0,60 %  |
| El Salvador             | 0,50 %  |
| Guatemala               | 0,60 %  |
| Guyana                  | 0,20 %  |
| Haiti                   | 0,50 %  |
| Honduras                | 0,50 %  |
| Jamaika                 | 0,40 %  |
| Mexiko                  | 7,50 %  |
| Nicaragua               | 0,50 %  |
| Panama                  | 0,60 %  |
| Paraguay                | 0,50 %  |
| Peru                    | 3,00 %  |
| Suriname                | 0,10 %  |
| Trinidad und Tobago     | 0,50 %  |
| Uruguay                 | 1,20 %  |
| Venezuela               | 3,00 %  |
| Gesamt                  | 53,20 % |
| Land                   | Anteil  |
| ---------------------- | ------- |
| Österreich             | 0,50 %  |
| Belgien                | 0,20 %  |
| Kanada                 | 3,00 %  |
| Volksrepublik China    | 4,80 %  |
| Kroatien               | 0,01 %  |
| Dänemark               | 0,60 %  |
| Finnland               | 0,60 %  |
| Frankreich             | 2,00 %  |
| Deutschland            | 1,10 %  |
| Israel                 | 0,20 %  |
| Italien                | 2,90 %  |
| Japan                  | 3,70 %  |
| Südkorea               | 4,30 %  |
| Niederlande            | 0,60 %  |
| Norwegen               | 0,60 %  |
| Portugal               | 0,20 %  |
| Slowenien              | 0,01 %  |
| Spanien                | 4,00 %  |
| Schweden               | 0,60 %  |
| Schweiz                | 1,30 %  |
| Vereinigtes Königreich | 0,20 %  |
| Vereinigte Staaten     | 15,30 % |
| Gesamt                 | 46,80 % |

## Rating
Die Credit Ratings sind wie folgt:
| Ratingagentur     | Long Term | Short Term | Perspektive | Letzte Aktualisierung |
| ----------------- | --------- | ---------- | ----------- | --------------------- |
| Fitch Ratings     | AAA       | F1+        | stabil      | 19.01.2024            |
| Moody's           | Aa1       | P-1        | stabil      | 12.04.2024            |
| Standard & Poor's | AA+       | A-1+       | positiv     | 26.06.2024            |